# Port lotniczy Vaasa
Port lotniczy Vaasa (fi.: Vaasan lentoasema, szwed.: Vasa flygplats, ang.: Vaasa Airport, kod IATA: VAA, kod ICAO: EFVA) – lotnisko położone 9 km na południowy wschód od centrum Vaasy, w prowincji Finlandia Zachodnia, w Finlandii. W 2006 obsłużyło 306 tys. pasażerów.

## Linie lotnicze i połączenia
| Linia Lotnicza | Kierunek             |
| -------------- | -------------------- |
| Finnair        | 1. Helsinki          |
| SAS            | 1. Sztokholm-Arlanda |